# Etelka (regény)
Az Etelka – teljes címe: Etelka, egy igen ritka magyar kis-asszony Világos váratt, Árpád és Zoltán Fejedelmink ideikben – Dugonics András 1788-ban megjelent regénye.

## Keletkezése
Dugonics András íróként elbeszélő költeményekkel lépett fel. Ókori szerzők nyomán a Trója veszedelmében (1777) Trója elfoglalásának históriáját, Ulissesnek történeteiben (1780) Odüsszeusz kalandjait szedte versbe. Megírásukban Gyöngyösi István volt a példaképe. Első regényét, az Etelkát 1788-ban bocsátotta közre, ez a prózában írt műve tette országosan ismert íróvá.
A regényt II. József németesítési törekvéseinek, erőszakos rendeleteinek hatása alatt írta. Át- meg átszőtte politikai célzásokkal, melyek a maga idejében aktuálisak, érdekesek voltak. Legalább annyira hatott azonban a magyar régmúltba ágyazott érzelmes történet, mely egy szerelmes pár boldog összekelésével végződik.

## Cselekménye
A hosszú történeti regény meséje a honfoglalás korába vezet. Árpád fejedelem felosztotta vezérei között a meghódított területeket és nagy ünnepségeket rendez.
Világosváron egy ünnep alkalmával megszereti egymást Gyula kapitány leánya, Etelka és a messze északi karjeli vidékről, a magyarság rokonaitól érkezett lovag, Etele. A lányba azonban a bolgár fejedelem fia, Zalánfi is szerelmes, Etelét pedig Huba vezér leánya, Világos próbálja hálójába keríteni. Miután ez nem sikerül, bosszút esküszik és a végrehajtással Árpád fejedelem titkosát, a cselszövő tót származású Rókát bízza meg. Közben Árpád meghal, helyét Zoltán fejedelem foglalja el, és Róka nála is behízelgi magát. Miután több fondorlata dugába dőlt, Etelkát rossz hírbe keveri Zoltán udvaránál, egy hamis aláírású levélben pedig azzal vádolja meg Etelét, hogy a bolgár fejedelem veje, aki a magyarok ellen tör. Zoltán fejedelem parancsára Etelét elfogják.
Ám kételkedő felesége, Hanzár tanácsára a fejedelem álruhába öltözik és Világosvárra megy. Ott meggyőződik Etelka ártatlanságáról és hazafelé menet Szegeden elfogatja a cselszövő Rókát. Etelka feljön Budára, Etele visszanyeri szabadságát, Rókát felnyársalják. A karjeli fejedelemnő egy leveléből kiderül, hogy Etele fejedelmi származású, és hogy magyar fejedelmi lányt szántak neki feleségül. Zoltán sajnálja, hogy Árpádnak nincs leánygyermeke, de ekkor előáll Etelka dajkája és felfedi Zoltán előtt a titkot, hogy Etelka valójában az ő ikertestvére, Árpád leánya! Etele tehát fejedelmi lányt kaphat feleségül.
A sértődött Gyula vezér azonban, aki a titokról nem tud, vélt leányát, Etelkát erőszakkal Zalánfihoz adja nőül. Etele a nászest óráiban belopózik Etelka sátrába, Zalánfi meglepi őket és kardot ránt. A viadal Etele győzelmével végződik, de a haldokló Zalánfi kardját Etelka oldalába döfi. Erre aztán Etele összevagdalja vetélytársát. Természetesen Etelkának az ájuláson kívül nem történt komoly baja, és a bonyolult történet nászlakomával végződik.

## Jellemzése
Ennek a mesének természetesen nincs történeti alapja és semmi köze a történelmi valósághoz. Bár az előszóban azt írja az író, hogy a régi szokások leírását „nem ujjamból szoptam”, az mégis inkább a saját korára hasonlít, sok utalása pedig éppen Dugonics korának szólt. Látszólag csak egy ártatlan szerelmi históriát nyújt az író, de ennek leple alatt Árpád és Zalán erőszakos intézkedéseiben II. József rendeleteit pellengérezte ki, az intrikus Róka alakját pedig a császár két belső emberéről, gróf Laczyról és gróf Niczkyről mintázta. Így azután Árpád fejedelem alakját is egy sor negatív tulajdonsággal ruházta fel.
Mai ízléssel szemlélve egyébként is sok Dugonics munkájában a kivetni való. Méltatói úgy ítélték meg, hogy művészi értékei nincsenek. Alakjai kezdetlegesen megrajzoltak, lényegében sem Árpád, sem II. József korába nem illenek bele. A mű tele van „a heroikus regények elkoptatott indítékaival”, „lélektani képtelenségekkel”, „egy ködfátyolképes történet, minden eszthetikai tartalom nélkül”, itt művészi hatásról beszélni sem lehet.

### Stílusa, nyelve
A történelmi tárgyú cselekménnyel ellentétes és gyakran komikus Dugonics előadásmódja. Alakjai túlságosan nyers, „szinte zsírosan népies” nyelven beszélnek, Szeged környéki tájszólást használnak. A regény hősnője, Etelka „ritka magyar kisasszony”, Dugonics szerint a nő eszményképe. Így írja le külsejét és jellemvonásait:
„Bátor ugrálással futkosott a virgonc vér minden ereiben. Megelőzte a hulló havaknak fehérségét a gyenge testet béfödözö hártya, orcáját nem más pirossággal fölváltván, hanem melyeket a fehér liliomok között tapasztalunk, midőn a pünkösdi piros rózsákkal összevegyesednek… Készebb volt meghalni és így minden gyönyörűségeitől megválni, mint édesatyját szófogadatlansága miatt megszomorítani vagy őtet csak megszomorodottnak gondolni.”
De hogyan is beszél ez a szép lelkű kisasszony az Árpád-kori udvaronccal: „Eb után kutya vagy, vad embör. Te is azon elsővel egy forrásbúl buggyantál. Ő büdös vaj; te kukacos szalonna, egybeillötök.” Az író nem tesz különbséget a szereplők között, lényegében Árpádot és udvarát is ugyanezen a durva nyelven beszélteti.

## Fogadtatása, utóélete
Az Etelkát a szerző 1786-ban írta, de csak két évvel később adhatta nyomdába. A budai cenzor nem merte engedélyezni kinyomtatását, mert megértette politikai utalásait. Végül Dugonics rendtársa, Horányi Elek vitte Bécsbe a kéziratot, és az egyik ottani cenzor három nap alatt megadta az engedélyt. Az első eredeti magyar „román” 1788. évi első kiadásának ezer példánya egy év alatt elfogyott, ez hallatlan siker volt abban az időben. A könyvet néhány éven belül még kétszer kiadták. Az úri olvasóközönség lelkesedéssel forgatta, maga az Etelka név is divatba jött. A finomabb ízlésű és a nyelv megújítását célul kitűző Kazinczy Ferenc azonban nagyon lenézően nyilatkozott az Etelkáról.
Dugonics András nemcsak regényeivel, hanem színműveivel is hatott korára. Érzelgős német színdarabokat szabott át magyarra, magyar nevű hőseit a magyar múltba helyezte és népies hangon beszéltette. Így született az Etelka Karjelben című darabja (1794), az Etelka-történet folytatása is, de ez nem Magyarországon, hanem a finn-lapp rokon nyelvű népek északi országában játszódik. Császár Elemér szerint az Etelka-trilógia harmadik darabja a Jolánka című regény (1803); az unalmas, zavaros történetet az író valószínűleg több német szentimentális regényből állította össze.
Az Etelka egyébként színpadon is megjelent. A regényből Soós Márton készített színdarabot (A megszomorított ártatlanság avagy az ártatlan Etelka méltatlan szenvedése, 1793), melyet sikerrel játszott az első magyar világi színtársulat. A címszerepet Moór Anna alakította.

## Jelentősége
Az Etelka a magyar regény születésének időszakában íródott, ennek a folyamatnak fontos része volt. Esztétikai hiányosságai ellenére nagy hatást gyakorolt korára, és jelentősége irodalomtörténeti szempontból is kiemelkedő.
Toldy Ferenc úgy vélte, hogy Dugonics András a nemzeti szellem egyik legnagyobb ébresztője volt a magyar irodalomban, bár nem volt sem történeti érzéke, sem tehetsége a tiszta szép megalkotásához; megvetése a nemzetiségek iránt nem elfogadható.
Császár Elemér szerint az Etelka részben fordítás és átvétel eredménye (bár a forrása nem ismert), vagyis nem eredeti regény, de nem is igazi regény. „…a művészi értékek teljes hiánya meggátol bennünket abban, hogy Dugonics regényében lássuk az első igazi magyar regényt, s vele kezdjük a magyar regényirodalom fejlődésének rajzát. Fejlődéstörténeti jelentősége az Etelkának mindössze annyi, hogy egyrészt az első magyar regény, amely hazai földön, magyar miliőben, magyar emberek között pereg le, s ezáltal megindította a műfajnak magyarrá válását, másrészt mint a történeti költészetnek új hajtása megtanította íróinkat arra, hogy a magyar történet milyen alkalmas kerete az elbeszélő műveknek.” Ha meggondoljuk, ez azért nem kevés.
Szerb Antal így írt róla: „Az Etelka a magyar preromantika egyik legfontosabb eseménye. Fontos azért is, mert ez volt az első magyar könyvsiker..., mert példátlan sikerét romantikus mozzanatainak köszönhette, ez a siker az első jele a nagy és lényegbevágó ízlésváltozásnak... Ha Dugonicsot olvassuk, és hátborzongva élvezzük a tenyeres-talpasság orgiáit, látjuk, micsoda égető szükség volt Kazinczyék vértelen, idegenszerű, de mégis oly civilizált szellemi reformjára.”